# Charles Angelini
Charles Marie Angelini (ur. 2 października 1856 w Giuncaggio, zm. 16 czerwca 1934 w Rouen) – francuski strzelec, olimpijczyk, medalista mistrzostw świata.
Pochodził z Rouen. W 1908 roku wystąpił na igrzyskach olimpijskich w dwóch konkurencjach. Uplasował się na 34. pozycji w karabinie dowolnym w trzech postawach z 300 m, a także na 23. miejscu w karabinie dowolnym z 1000 jardów. Ponadto zawodnik o tym nazwisku zajął 3. miejsce w jednej z nieoficjalnych konkurencji karabinowych podczas Letnich Igrzysk Olimpijskich 1900.
Angelini raz zdobył medal na mistrzostwach świata. Został drużynowym brązowym medalistą w karabinie dowolnym w trzech postawach z 300 m podczas turnieju w 1908 roku, osiągając przedostatni wynik w reprezentacji (skład zespołu: Charles Angelini, Albert Courquin, Léon Johnson, André Parmentier, Achille Paroche).

## Wyniki

### Igrzyska olimpijskie
| Igrzyska    | Konkurencja                          | Wynik                  | Miejsce | Źródło |
| ----------- | ------------------------------------ | ---------------------- | ------- | ------ |
| Londyn 1908 | Karabin dowolny, trzy postawy, 300 m | 706 pkt. (305–247–154) | 34      | [ 5 ]  |
| Londyn 1908 | Karabin dowolny, 1000 jardów         | 85 pkt.                | 23      | [ 6 ]  |

### Medale mistrzostw świata
Opracowano na podstawie materiałów źródłowych:
| Mistrzostwa | Konkurencja                                     | Wynik                                         | Miejsce |
| ----------- | ----------------------------------------------- | --------------------------------------------- | ------- |
| Wiedeń 1908 | Karabin dowolny, trzy postawy, 300 m, drużynowo | 4580 pkt. (druż.) 888 pkt. ind. (319–290–279) |         |